# Nattō

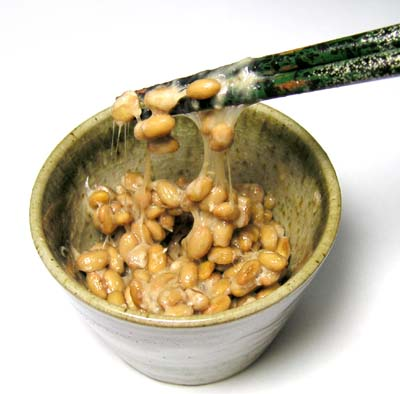
Natto khi dùng đũa đảo lên

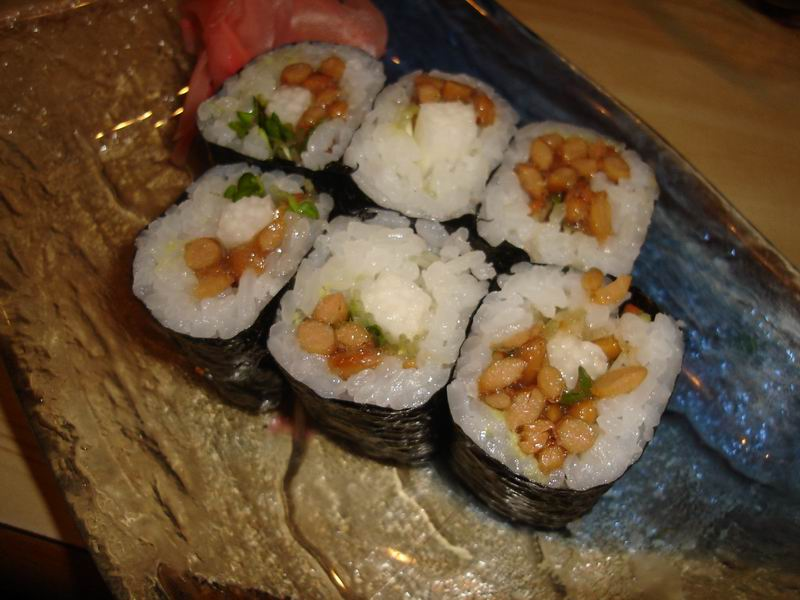
Natto làm nhân sushi

Nattō (納豆 (nạp đậu)/ なっとう nattō) là một món ăn truyền thống của Nhật Bản làm từ hạt đậu tương lên men.

## Đặc điểm
Nattō có màu nâu, mùi khó ngửi, vị bùi và ngăm, có nhiều chất dịch rất nhớt và dính.